# كاماسترا
كَمَسترة أو قَمَسطرة أو (نقحرة: كاماسترا) (بالإيطالية: Camastra)‏ هي بلدية في مقاطعة جرجنت في صقلية الإيطالية.

## السكان
في سنة 1861 بلغ عدد السكان 1٬072 نسمة، وتطور العدد ليصل في سنة 2011 لـ 2٬163 نسمة.
يظهر هذا المخطط البياني تطور النمو السكاني لـ كمسترة